# Samuel Rosa Gonçalves
Samuel Rosa Gonçalves, mais conhecido como Samuel (São Borja, 25 de fevereiro de 1991), é um futebolista brasileiro que atua como atacante. Atualmente, joga pelo Hatta Club. 

## Internacional
O Internacional descobriu o centroavante no São José do Rio Grande do Sul, mesmo clube que revelou o Walter, e trouxe em 2009. Em Porto Alegre, o jovem atacante colecionou títulos. Com apenas 20 anos, ele conquistou o Campeonato Gaúcho de Juniores, em 2009. No ano seguinte, venceu, novamente o Estadual de Juniores com o time B do Internacional, e conquistou também o sub-19 do Gauchão. A sua maior conquista foi o Campeonato Brasileiro sub-23, em 2010, a primeira edição do torneio nessa categoria.

## Fluminense
Samuel se transferiu para o Fluminense em abril de 2011, quando deixou o Internacional. Em 2012, o jogador teve papel importante na conquista do tetracampeonato brasileiro. Participou de diversas partidas, teve atuações destacadas e marcou gols decisivos. Foi ele que garantiu a vitória por 1 a 0 sobre o Sport, em Volta Redonda, e fez os dois gols do triunfo sobre o Náutico, nos Aflitos, por 2 a 0.
Samuel se destacou nos confrontos contra o Náutico: em 2012 e 2013 Fluminense e Náutico se enfrentaram 4 vezes e Samuel participou de 3 desses 4 confrontos, marcando 4 decisivos gols.

## Los Angeles Galaxy
No dia 7 de janeiro de 2014, foi emprestado ao Los Angeles Galaxy, dos Estados Unidos, por uma temporada.

## Sport
Em janeiro de 2015, confirmou sua ida para o Sport por empréstimo até o final da temporada de 2015.

## Ferroviária
Após ser emprestado para o Sport em 2015, o atacante foi novamente emprestado para a Ferroviária, tradicional clube de São Paulo, que volta a disputar a 1ª divisão do Campeonato Paulista em 2016.
O jogador renovou seu contrato com o Fluminense até 2019 e vai para a Ferroviária apenas para a disputa do Paulistão.

## Hatta Club
No dia 23 de setembro de 2016, Samuel foi emprestado para o Hatta Club, dos Emirados Árabes.

## Títulos
Internacional
- Campeonato Gaúcho de Futebol Sub-20: 2009
- Campeonato Gaúcho de Futebol Sub-19: 2010
- Campeonato Brasileiro Sub-23: 2010

Fluminense
- Campeonato Carioca: 2012
- Campeonato Brasileiro: 2012

Sport
- Taça Ariano Suassuna: 2015

## Pessoal
É sobrinho do ex-atacante Zé Alcino, destaque do Grêmio em 1996.